# 닌텐도 스위치 라이트
닌텐도 스위치 라이트(Nintendo Switch Lite, 일본어: ニンテンドースイッチ ライト)는 닌텐도가 개발 및 판매하는 2019년 9월 20일 발매된 휴대용 게임기이다. 또한 닌텐도 스위치의 본체와 컨트롤러를 일체화시켜 휴대용으로 특화시킨 모델이다. 닌텐도 스위치 라이트는 TV로 게임을 하지 않고 휴대용으로만 즐기는 유저들을 위해 만들어진 게임기이다. 진동과 모션 센서는 없앴고, TV 도킹 기능도 없앴다.